# Euxoa lycarum
Euxoa lycarum là một loài bướm đêm trong họ Noctuidae.